# Menard County, Illinois
Menard County är ett county i delstaten Illinois, USA. Den administrativa huvudorten (county seat) är Petersburg. 

## Geografi
Enligt United States Census Bureau har countyt en total area på 817 km². 814 km² av den arean är land och 3 km² är vatten.

### Angränsande countyn
- Mason County - nord
- Logan County - öst
- Sangamon County - syd
- Cass County - väst

### Orter
- Athens
- Greenview
- Lake Petersburg
- Oakford
- Petersburg (huvudort)
- Tallula